# معركة الصريف
وقعت معركة الصريف يوم الأحد 26 ذو القعدة 1318 هـ/17 مارس 1901 بين إمارة الكويت وإمارة آل رشيد، ويقع ميدان المعركة في منطقة الصريف بمحافظة الأسياح حاليًا، وتبعد 15 ميلاً شمال شرق بريدة، وعن حائل 160 ميلاً، وتبعد عن الكويت مسيرة عشرة أيام للرواحل، وتحيطها تلال من الحجر الصلد الأسود، وهي أرض منبسطة مثل راحة اليد أو كأنها ملعب كرة قدم مساحتها حوالي 10 أميال مربعة. انتهت المعركة بانتصار جبل شمر بقيادة عبد العزيز بن متعب بن عبد الله الرشيد. وقد جاءت المعركة بعد ثلاثة عقود من السلم في الجزيرة العربية، فعندما تولي الشيخ مبارك الصباح حكم الكويت توترت علاقته مع محمد العبد الله الرشيد حاكم إمارة حايل الذي طمع في السيطرة على الكويت لتكون منفذه البحري بسبب موقعها الإستراتيجي، وظهرت أهمية الكويت عندما أغلق الشيخ مبارك ميناؤها في وجه ابن رشيد مما جعل إمداده بالسلاح والعتاد والذخائر يأتي من الدولة العثمانية الذي يحتاج إلى وقت طويل حتى يصل إليه، وعندما استلم عبدالعزيز بن متعب الرشيد الحكم، بدأ يتطلع إلى توسيع نفوذه على الكويت وميناؤها وكسر عزلة حائل الجغرافية. ولعل أحد أهم أسباب معركة الصريف هو لجوء الشيخ يوسف الإبراهيم أبرز معارضي الشيخ مبارك إلى حائل ودخوله في حماية ابن رشيد في شهر صفر 1318هـ/يونيو 1900م، فأرسل الشيخ مبارك إلى الأمير ابن رشيد يطلب منه عقد الصلح، وإبعاد يوسف عن حائل مقابل عدم عودة الجلوية الذين عنده (ابن سعود والسليم والمهنا) إلى الكويت. فرفض ابن رشيد ذلك العرض متهمًا إياه بأنه أمد الجلوية بالمال والسلاح. وفي 20 سبتمبر 1900م جرى تحالف بين الشيخ مبارك والأمير عبد الرحمن بن سعود وشيخ المنتفق سعدون بن منصور السعدون لضرب ابن رشيد.
ثم بدأت التحرشات في أكتوبر 1900م عندما هاجم الشيخ سعدون قافلة الحدرة لابن رشيد قادمة من السماوة، فرد ابن رشيد على ذلك بمناورة عسكرية هدفها ضرب خصومه كلا على حدة، وبعد أن وردت إليه أسلحة كثيرة من الحكومة شدت من عزمه، فتظاهر بالهجوم على الكويت بجيش جرار، فأخذ مبارك يحشد جيشه في الجهرة استعدادًا لملاقاته. ولكنه باغت السعدون وحلفائه من قبيلة الظفير غربي سوق الشيوخ، فانهزموا شر هزيمة، واستولى على مابين 10,000-12,000 من الجمال، فطلب سعدون النجدة من مبارك، فأرسل مبارك جيشًا قاده أخوه حمود وابنه سالم نحو السماوة عن طريق جريشان، وتمكن حمود وسالم من الوصول إلى جيش ابن رشيد، إلا إنهما بعد أن شاهدا نيران الجيش ليلا قررا انه لا قدرة لهما على كسره والتغلب عليه فغيرا مسيرهما جنوبًا الى قبائل شمر التي كانت على آبار (الرخيمية) في المنطقة المحايدة (سابقا) بين نجد والعراق، حيث أغار عليهم وأخذ الكثير من أموالهم وحلالهم.
وفي منتصف دبسمبر 1900م هاجم عبد العزيز بن رشيد قبيلة مطير في الدهناء والصمان، وحقق هذا الهجوم المباغت نجاحًا كاملا بالرغم من محاولات الشيخ حمود الصباح التصدي لشمر، وبعدها شن الشيخ مبارك حملة مضادة على غريمه. وحسب مراسل «تايمز أوف إينديا» في بوشهر كانت قوات ابن رشيد تفوق القوات الكويتية عددًا، ولكن مقاتلي مبارك كانوا أفضل تسليحًا. فعدد قوات مبارك حوالي 10,000 مقاتل جميعهم يمتطون الخيل ولكل مقاتل بندقية، في حين أن جيش ابن رشيد هو ضعف عدد جيش مبارك، ولكنه مسلح تسليحًا سيئًا وسلاحه غبر حديث. وفي يوم 23 ديسمبر 1900م وقعت معركة دامية استمرت طوال الليل. وكانت قوات ابن رشيد تهاجم متقدمة وهي واثقة من تفوقها العددي، إلا أن قوات مبارك كانت تصدها في كل مرة، وما أن بدأ شروق شمس اليوم التالي حتى انسحب جيش ابن رشيد في فوضى عارمة تاركًا وراءه غنائم وأسلابًا كثيرة من خيل وإبل لتقع في يد المنتصرين من جيش مبارك، وتراجع ابن رشيد إلى رجم الهيازع ومن هناك استنفر نجد كلها.
كانت تلك الوقعة من أعظم وقائع العرب الحديثة، ودارت  فيها الدوائر على ابن صباح وحلفائه. وخسر الشيخ مبارك أخوه حمود وعددًا كبيرًا من رجاله، وشيئا كثيرًا من عتاد الحرب، فعاد ومن تبقى من الجيش منهزمين إلى الكويت. أم المنتصر «عبد العزيز المتعب» فقد كان قاسيًا عاتيًا، فقد أمر بقتل جميع الأسرى، ثم زحف إلى البلدان النجدية التي سلمت إلى شيخ الكويت فنكل برؤسائها ونزع السلاح من أهلها وفرض عليهم الضرائب الفادحة.

## الأسباب
ما إن استلم مبارك الحكم حتى قام عليه الأعداء من كل جانب، وأشدهم يوسف بن عبد الله الإبراهيم ابن خالة أبناء المقتولين محمد وجراح الصباح، الذي بذل أمواله ووقته وجهده وجازف بحياته طلبًا للانتقام. ولعل أحد أهم أسباب معركة الصريف هو لجوء الشيخ يوسف الإبراهيم أبرز معارضي الشيخ مبارك إلى حائل ودخوله في حماية ابن رشيد في شهر صفر 1318هـ/يونيو 1900م، وما أن أضحى حليفًا لابن رشيد حتى بدأ مبارك الذي لم يطق صبرًا يتحرك على كل صعيد لنفض ما أمكن من غزل يوسف الإبراهيم السياسي، فطلب من الجلوية الذين عنده (ابن سعود والسليم والمهنا) الخروج من الكويت والإغارة على نجد. فخرج عبد الرحمن وشن غارة على مجموعة من قبيلة قحطان التابعة لإمارة ابن رشيد بالقرب من روضة سدير، فتمكن من الحصول على غنائم عديدة ولكنه لم يتمكن من العودة إلى الكويت، فلم يجد بدا ومن معه من التوجه إلى قبيلة العجمان بأطراف الكويت، فبقيوا هناك بانتظار ما تسفر عنه الأحداث. وفي الأثناء أرسل الشيخ مبارك إلى الأمير ابن رشيد يطلب منه عقد الصلح، وإبعاد يوسف عن حائل مقابل عدم عودة اللاجئين الذين عنده إلى الكويت. ولكن وصلت إلى ابن رشيد معلومات أن مبارك قد أمد هؤلاء الجلوية بالمال والسلاح، فرفض ابن رشيد عرض مبارك وهدده بالوعد في صفاة الكويت. فأعاد مبارك الإمام عبد الرحمن ومن معه على وجه السرعة إلى الكويت، حيث أنزلهم الجهرة، وكان ذلك نهاية ربيع الأول 1318هـ/يوليو 1900م وقد ذكر المؤرخ مقبل الذكير في كتابه تاريخ الذكير:«لم يقم ابن صباح بحرب ابن رشيد إلا بعد أن نزل ابن ابراهيم بساحة ابن رشيد وانجاده على خصمه، حينئذ بدأت مساعدة مبارك لابن سعود لا محبة فيه، ولا رغبة منه في استرجاع ملك ابن سعود، وإنما جعله وسيلة في لانتقام به من ابن رشيد ومن ابن ابراهيم».
أما السبب الآخر لاندلاع الحرب وإندفاع الشيخ مبارك بثقة ويقين نحو أعماق نجد بجيوشه الجرارة هو الحماية التي وفرتها بريطانيا له بعد توقيعه سرا معاهدة معها. فقد اعتقد أن المعاهدة قد وفرت له غطاءًا دوليًا، وهو اعتقاد كان خاطئا وثقة في غير محلها، فالحماية البريطانية للكويت لم توفر الثقة للشيخ ولكن وفرت له سلاح المارتيني

## موقف بريطانيا
عندما تحرك مبارك الصباح لحشد قوات كبيرة لمهاجمة ابن رشيد في عقر داره في حائل، أرسل الكولونيل كمبول تقرير في 3 ديسمبر 1900 حول الوضع في الكويت تنبأ فيه بأن كلا من ابن رشيد ومبارك الصباح لن يظلا ساكنين وأنهما سيستأنفان القتال في وقت قريب، وكان من المشكوك فيه كما بين التقرير ما إذا كان ابن رشيد سيقبل ما يلحق به من إهانة وتجريح، وفي 10 ديسمبر أرسل كمبول رسالة إلى الشيخ مبارك قال فيها: يبدو لي أنك تنتهج سياسة خطرة بمواصلة استفزاز أمير نجد، ومرة أخرى أنصحك بالتزام الهدوء، وقد تم إعلام الشيخ مبارك بأن الحكومة البريطانية لن تعطيه مساعدة على شكل بنادق لتمكينه من تنفيذ خططه شبه الحربية ضد ابن رشيد، ولكن تلك التحذيرات لم تجد أذانا صاغية من قبل مبارك الصباح حيث كان يعرف بأن بريطانيا لا يمكن بأن تمنعه فيما يقدم عليه لمواجهة ابن رشيد في عقر داره، وحتى وإن كان بينه وبينهم معاهدة، وكانت الحكومة البريطانية راغبة في ذلك الوقت انهاء النزاع بين مبارك وابن رشيد وعدم تدخل مبارك في شؤون نجد، ليس حبًا في إنهاء النزاع ولكن لمنع الحكومة العثمانية من التدخل في شؤون الكويت. وبعث وزير خارجية بريطانيا رسالة إلى نائب الملك في الهند يقول فيها: بأنه ينبغي على كمبول أن يزور الكويت لينصح الشيخ بتجنب الحرب، فرد نائب الملك بأن الرسالة أبلغت ولكن مبارك الصباح لم يلتزم بها، في حين ذكر «أداموف» قنصل روسيا في البصرة أن لبريطانيا مصلحة في إضعاف ابن رشيد، لذا كانت تشجع أعمال مبارك الهجومية ضده، وقدمت له دعمًا ماديًا كبيرًا وصل حدود 15,000 ليرة 1317هـ/1900م. لذلك كانت بريطانيا تتغاضى عن وصول السفن التي تحمل أسلحة إلى الكويت، مع أنها تشددت في وصول الأسلحة وبيعها في موانئ الخليج، فانتشرت في الكويت بنادق مارتيني البريطانية الأحدث والأكفأ مقارنة بالمازوت الألمانية، وأكد الشملان أن بريطانيا أمدت مبارك بالأسلحة خلال تلك الفترة.
وكان موقف الشيخ مبارك حازمًا وواضحًا عندما قال: طالما استمر يوسف بن إبراهيم من ابن الرشيد في نجد فهو (أي يوسف) لن يلتزم بالهدوء بل سيحرض ابن الرشيد لمهاجمة الكويت ولذلك ليس من الحكمة بأن يقبع في الكويت بل عليه أن يتقدم لحماية قبائله.

## البداية
بعد هزيمة عبد الرحمن آل سعود في معركة حريملاء أمام محمد بن رشيد، وخروجه مع أهله إلى الكويت حيث استضافه الشيخ محمد الصباح، وقد أجرى بعدها الشيخ مبارك الصباح مرتبًا له وقدره 30 ريال شهدت العلاقة بين الكويت وإمارة آل رشيد في عهد محمد العبد الله الرشيد توترًا بعد تولي الشيخ مبارك الصباح السلطة، حيث طمع محمد ابن رشيد إلى السيطرة على الكويت لتكون منفذه البحري والاستفادة من موقعها الإستراتيجي، وظهرت أهمية الكويت بالنسبة لنجد عندما أغلق الشيخ مبارك ميناء الكويت في وجه محمد ابن رشيد مما جعل إمداده بالسلاح والعتاد والذخائر يأتي من الدولة العثمانية التي أبدى لها الطاعة والإخلاص فتوثقت بينه وبين السلطان عبد الحميد أواصر المودة، وكان يرسل للسلطان الخيول العربية الأصيلة، بالمقابل يغدق السلطان عليه الذهب والسلاح، إلا أن السلاح يحتاج إلى وقت طويل حتى يصل نجد، وعندما استلم عبد العزيز بن متعب الرشيد الحكم، أخذ يتطلع إلى توسيع نفوذه لتشمل الكويت وكسر عزلة حائل الجغرافية وبسط سيطرته على ميناء الكويت. وفي 20 سبتمبر 1900م جرى تحالف بين الشيخ مبارك والأمير عبد الرحمن بن سعود مع تلقيهما وعد من شيخ المنتفق سعدون لضرب  ابن رشيد. ولم يكن هناك خلاف قوي بين ابن رشيد وبين سعدون باشا في بداية حكمه، لذلك فقد أرسل ابن عمه «سالم بن حمود الرشيد» إلى سعدون يطلب منه البقاء على الحياد وعدم الانسياق لأوامر مبارك الصباح، إلا أنه رفض ذلك الطلب لأسباب النخوة والفروسية، وليس لأسباب السياسة ومتطلبات الحرب. فهو عقد اتفاقا بالصداقة والود مع ابن صباح وابن سعود، فلا يمكنه نقض الاتفاق. وهناك رأي آخر يذكر بأن تحالف سعدون مع مبارك كان تحت تأثير حاجة سعدون إلى السلاح والمال، وأن هذا التحالف لا يخلو من النكاية بالدولة العثمانية، وبعبارة اخرى فإن سعدون كان يرى الحرب مع ابن رشيد ممكن أن يحرك قضية المنتفك ويذكر الحكومة بحقوقهم المسلوبة.
وفي منتصف دبسمبر 1900م هاجمت قوة لعبد العزيز بن رشيد تتكون من 3000 مقاتل قبيلة مطير في الدهناء والصمان، وحقق هذا الهجوم المباغت نجاحًا كاملا بالرغم من محاولات الشيخ حمود الصباح التصدي لشمر، ولكن رجال قبيلة مطير فروا هاربين مخلفين ورائهم عشرات القتلى والكثير من الحلال، في حين ذكر القاسمي أن القبائل قاومت اعتداءاته حتى وصول الشيخ مبارك. وبعدها بدأ الشيخ مبارك بشن حملة مضادة على غريمه، أشرك فيها القبائل المتحالفة معه. وحسب مراسل «تايمز أوف إينديا» في بوشهر كانت قوات ابن رشيد تفوق القوات الكويتية عددًا، ولكن مقاتلي مبارك كانوا أفضل تسليحًا. فعدد قوات مبارك حوالي 10,000 مقاتل جميعهم يمتطون الخيل ولكل مقاتل بندقية، في حين أن جيش ابن رشيد هو ضعف عدد جيش مبارك، ولكنه مسلح تسليحًا سيئًا وسلاحه غبر حديث، وهناك ألف رجل لهم مهمة الحماية المباشرة للأمير عبد العزيز المتعب وفي حوزتهم بنادق. وفي يوم 23 ديسمبر 1900م وقعت معركة دامية بدأت في الصباح حسب القاسمي ومساءًا حسب بونداريفسكي، واستمرت طوال الليل. وكانت قوات ابن رشيد تهاجم متقدمة وهي واثقة من تفوقها العددي، إلا أن قوات مبارك كانت تصدها في كل مرة، وما أن بدأ شروق شمس اليوم التالي حتى انسحب جيش ابن رشيد في فوضى عارمة تاركًا وراءه غنائم وأسلابًا كثيرة من خيل وإبل لتقع في يد المنتصرين من جيش مبارك، وتراجع ابن رشيد إلى رجم الهيازع ومن هناك استنفر نجد كلها، فقدم إليه أهل القصيم (ويقال عنهم غزو، أي من يأتي غازيا) وسائر نجد، وانضم إليهم الجيش الذي كان ينزل البطانيات مع ابن سبهان.

## حشد القبائل والاستعداد العسكري

### مبارك الصباح
| القبيلة  | رؤسائهم        |
| -------- | -------------- |
| المنتفق  | سعدون باشا     |
| مطير     | سلطان الدويش   |
| العجمان  | نايف بن حثلين  |
| بني هاجر | ابن شافي       |
| آل مرة   | ابن شريم       |
| سبيع     | ضرمان أبوثنين  |
| السهول   | ابن جلعود      |
| قحطان    | حشر بن وربك    |
| العوازم  | مبارك بن دريع  |
| الرشايدة | محمد بن قرينيس |

استغل مبارك ذلك الانتصار وتراجع ابن رشيد، فأراد أن يستثمره لصالحه، فهو يعلم أن إذا ترك ابن رشيد ولم يحاربه في نجد فإنه سيقوم وبتحريض من يوسف الإبراهيم بمهاجمة الكويت عاجلًا أم آجلًا، وأن خروجه لملاقاته هناك سيسقط هيبته أمام أهل نجد وغيرهم، فبدأ يعد العدة للحرب. وكان حريصًا على جمع أكبر عدد من الحلفاء، فهو يدرك بأنه لا يملك قوة عسكرية كبيرة تحميه، فعصبته أهل الكويت لايميلون للمواجهة، فهم أهل تجارة ولا شأن لهم بالحروب، وكان أكثر الذين اشتركوا معه من أهل الكويت في معارك سابقة مكرهين. فاستدعي حليفه سعدون المنصور الذي انضم إلى معسكره قرب بريدة ومعه أبنائه الثلاثة (عجمي وثامر وحمد) وخالهم ابن سبت وأخيه عبد الله وابنه حمود بن عبد الله يوم 28 شوال/17 فبراير، وقيل 17 ذي القعدة 1318هـ/8 مارس 1901م أي قبل المعركة بعشرة أيام. ولما علم ابن رشيد بذلك أرسل رسولا هو ابن عمه «سالم بن حمود الرشيد» يطلب منه البقاء على الحياد وعدم الانسياق لأوامر مبارك الصباح، إلا أنه رفض. وكان موقفه القوي والحماسي دافعه الرغبة في الانتقام من ابن رشيد بعد تلقيه ضربات موجعة منه، بالإضافة إلى حرصه على رد الجميل إلى الشيخ مبارك الذي سانده بالرجال لتخفيف هجمات ابن رشيد عليه. فقد أرسل إليه مبارك سرًا ألف رجل من البادية بقيادة أخوه حمود الصباح. وتعذر تحديد عدد القوات التي تمكن سعدون من حشدها في الصريف، إلا أنه تمكن من المشاركة بقوة لا يستهان بها على الأقل في القيمة المعنوية، بالمقابل رفض جعيلان بن سويط شيخ الظفير الانضمام إلى التحالف ضد ابن رشيد، وأرسل إليه ينذره حيث كانت علاقته معه جيدة، ولم تكن كل الظفير رفضت المشاركة في المعركة، فقد ذكر عبد العزيز الرشيد بأن من شارك هم «ثلة من الظفير» بزعامة هزاع ابن سويط وحمدان ابن ضويحي ودهام بن مثقال، وقد سار السعدون ومعه 100 خيال من الظفير والمنتفق، وذكر القاسمي أن تعداد جيش السعدون 10,000 مقاتل، في حين ذكر محمد آل عبيد بأن السعدون وصل ومعه 500 فارس. ولما سمع الشيخ خزعل الكعبي صديق مبارك الصباح بما عزم عليه من دخول الحرب مع ابن رشيد، أرسل إليه مدفعين رشاشين وكتب إليه كتابًا يحذره فيه من خصمه وينصحه بأخذ الاحتياطات اللازمة، وأن يتوثق من إخلاص عشائره ويحمل معه الأسلحة الكافية والمدافع الخفيفة، وفي 12 فبراير وصل الشيخ مبارك نجد بقواته منهم 800 من أهل الكويت وقيل 700 مقاتل، ومعه القبائل التالية المنضوية معه: المطير 4,000 بقيادة سلطان الدويش ومعه نايف ابن بصيص وجماعته الصعران وصاهود بن لامي وفخذه الجبلان، والعوازم 10,000 والرشايدة 7,000 والعجمان 9,000 رجل والهواجر  3,000 والخوالد 6,000 والشيخ السعدون 10,000 رجل، وانضمت بعض أفخاذ قبيلة عتيبة بقيادة هذال بن فهيد وعبد الرحمن الربيعان، وكذلك قبيلة الشريفات بقيادة عطب الشريفي إلى حملة الشيخ مبارك بعد عشرة أيام من وجوده قرب بريدة، وبلغ إجمالي الجيش 59,000 مقاتل وقيل 30,000 مقاتل وقيل 10,000 مقاتل.
نلاحظ إن جيش الكويت افتقر إلى التدريب عالي الكفاءة مقارنة بجيش الخصم (ابن رشيد). وكان عماد قوته من البادية، أما الحاضرة فهم قليلوا العدد، لكنهم أثبت في الولاء العسكري من البادية، الذين هم أشبه بالمرتزقة التي اعتادت على السلب والنهب في المعارك، والتبدل السريع في الولاءات، وهذا ماكان عاملا مساعدًا في ترجيح كفة ابن رشيد في المعركة. أما تموين وتمويل الجيش فهي ذاتية، أي أن على كل مقاتل تحمل تكاليف نفقته بنفسه، كما هو السائد في تجهيز المقاتلين آنذاك. أما من لم يرد الخروج للقتال فقد أُجبِر على أن ينفق على تجهيز مقاتل، ومن لديه المقدرة على تجهيز عدد من المقاتلين ولا يرغب بالخروج فعليه نفقة مجموعة من 10 أشخاص (خبرة). وكان على تجار الكويت دور هام في دفع فاتورة الحرب والنفقة على تكاليفها الباهظة، حتى سرى مثل في الكويت: «الفلوس على ابن علي، والسلاح من  مهدلي»، وابن علي هو عميد أسرة العصفور، ومهدلي هو التاجر محمد علي معرفي. كذلك ساهم تجار نجد في نفقة الحرب، وعلى رأسهم «عبد الرحمن الربدي» الذي لقي حتفه في المعركة. مقابل ضعف الكفاءة القتالية لدى الجيش الكويتي إلا أن لديهم بنادق مارتيني البريطانية التي هي الأحدث والأكفأ مقارنة بالمازوت الألمانية. فقد كانت بريطانيا تتغاضى عن وصول السفن التي تحمل أسلحة إلى الكويت، فانتشرت تلك البنادق في الكويت، حتى تمكن مبارك من تسليح القبائل الموالية له بتلك الأسلحة، وقد أشارت مصادر اجنبية إلى أن مبارك كان معه في الصريف 5,000 بندقية مارتيني، والبعض قدرها بضعف العدد. وفي 25 نوفمبر 1900م أرسل مبارك إلى المقيم البريطاني في الخليج «كيمبال» يطلب منه تزويده بمدفعين رشاش من النوع الذي تحمله الجمال، فرفض كيمبال تزويده بذلك.

### عبد العزيز ابن رشيد
| القبيلة                   | رؤسائهم                |
| ------------------------- | ---------------------- |
| الحبلان والعمارات من عنزة | ابن هذال               |
| الدهامشة                  | ابن مجلاد              |
| شمر الجزيرة               | الجربا                 |
| الرولة                    | فهد بن هزاع الشعلان    |
| الظفير                    | ابن سويط               |
| شمر أهل نجد               | وعامة أهل نجد من الحضر |
| قحطان                     |                        |

على النقيض من استعداد جيش مبارك الهائل، فإن جيش ابن رشيد احتوى  على قبيلة شمر «مرتكز قوته في حائل»، بالإضافة إلى قبائل حرب والرشايدة، كما شاركت معه مجموعات من قبيلة قحطان وأهل نجد. ومع ذلك فإن جيش إمارة آل رشيد كان يتمتع بسمعة عسكرية عالية من خلال المؤرخين العرب الرحالة الأجانب، واكتسب تلك السمعة بكفاءة تدريبه وانضباط مقاتليه وفروسيتهم عالية الأداء، بالإضافة إلى شدة ولاء ذلك الجيش لقيادته ووضوح اهدافه ورسوخ عقيدة القتال عنده. فجيش ابن رشيد يقاتل وفق عقيدة عسكرية تقوم على مبدا الدفاع عن الأرض باعتبار الجيش الكويتي وحلفائه معتدين عليه، لذا فقد أظهر جيش ابن رشيد الاستماتة في الدفاع والاستبسال في القتال. فكانت وحدة هدف الجيش الرشيدي ووحدة قيادته مقارنة بما يفتقده الجيش الآخر دور في إحراز حائل نصرًا هائلا على خصومه. ويتكون جيش ابن رشيد ثلاث مكونات أساسية:
- المكون الأول: فرقة مختارة من الفرسان الأشداء تكون تحت قيادة الأمير مباشرة، يأتمرون بأمره ويقاتلون تحت رايته. وفي حالة السلم تتحول مهمتهم إلى حراسة الأمير في المدينة وخارجها، وهؤلاء عددهم قريب الألف محارب ويطلق عليهم فرقة العبيد، ولهم رواتب وأزياء خاصة وتسليح جيد.
- المكون الثاني: فرسان حائل  وهم حضر من أهل لبدة (حي في حائل)، وهم أهل خيل وفروسية ودربة على القتال، وجناحهم في المعركة من أهم الأجنحة، أصحاب عدد وعدة وبأس.
- المكون الثالث: بادية شمر وهم الأكثف عددًا، وبادية شمر واسعة الانتشار في شمال الجزيرة العربية وجنوب العراق وبادية الشام، وأمير حائل ليس له نفوذ مباشر على قبائل شمر، ولكن كان شيوخ القبيلة يستجيبون لأي نداء من ابن رشيد في حالة الحرب مع أعدائه.

وهناك الإبل المسيوق في جيش ابن رشيد، وهي إبل مدربة للهجوم على العدو أثناء القتال.
في ذلك الوقت لم يكن يُعرف مكان عبد العزيز بن رشيد، ولكن يقال بأنه في مكان ما بين النجف والسماوة يجمع الذخائر لجيشه، وهو بنفسه لم يكن يعلم بتجهيز مبارك جيشه الضخم، إنما علمها بالصدفة عندما وقع كتاب مبارك إلى ابنه جابر بيد سالم الطوالة شيخ الأسلم من قبيلة شمر، فأرسل الكتاب إلى عبد العزيز بن رشيد يحذره، وكذلك أرسل إليه «محمد بن عبد الله البسام» من بريدة يخبره باحتلال مبارك الصباح لبريدة، ولما وقف الأمير على هذا الخبر أمر في الحال بجمع الجيوش وتحشيد القبائل، وضرب لهم موعدًا في «عين بن فهيد»، وأنب وزيره ابن سبهان وأغلظ له القول لعدم أخذه الحذر، وقد كان موجودًا في مكان بين ما بين النجف والسماوة يجمع الذخائر لجيشه. فاجتمعت في عين بن فهيد قبائل شمر بين فرسان وركبان وراجلة، وتحشدت إليه الأعراب من كل صوب، وبعد ثلاثة أيام قاد ابن رشيد تلك الجيوش إلى الطرفية. وانضم إلى جيشه مجموعات كبيرة من قبيلة قحطان وبعض أهالي نجد، وانضم إليه فهد الشعلان ومن معه من قبائل الرولة الذين كانوا ضيوفًا لدى ابن رشيد قبل المعركة، وانضمت معه جماعة من القصيم، وانضمت إليه أيضا قبيلة حرب وهتيم، وكذلك دعا ابن رشيد أهالي الزبير وشيخهم خالد باشا العون للانضمام إليه، وهم كانوا من أشد الداعمين له وليوسف الإبراهيم، وساهم مع ابن رشيد من حمولة الصباح مبارك بن عذبي الصباح وأبناء الشيخين محمد وجراح ومنهم خالد بن محمد ومعهم أنصارهم من أبناء الكويت. وكانت خطته تعتمد على السرية في الاستعداد والتنقل مع متابعة لصيقة لحركة الجيش المهاجم ومراقبته. أما عن سبب حضور أبناء محمد وجراح الصباح، فقد قدم إلى الكويت «عبد العزيز بن سالم البدر» وكيل الشيخ مبارك في البصرة يوم 23 فبراير 1901، وابلغ الشيخ جابر بن مبارك بأن والي البصرة «محسن باشا» أرسل 100 عسكري إلى الزبير ليبقوا فيها، فلما رأى أبناء الشيخ محمد وجراح الذين يسكنون في الزبير ذلك خافوا على أرواحهم لأن الحكومة العثمانية تعتبرهم غير موالين لها، فتسللوا ليلاً بهدوء وانضموا إلى جيش ابن رشيد.
كان الأمير عبد العزيز يعاني من أزمة توفير السلاح بعد أن أغلقت الكويت ميناءها في وجه إمارته، فاعتماده على الدولة العثمانية ممثلة في والي البصرة لجلب السلاح يتطلب وقتا طويلا. ولكن بعد قدوم الشيخ يوسف الإبراهيم خفت حدة هذه الأزمة، حيث تكفل يوسف الإبراهيم بتوفير السلاح المطلوب باستخدام أمواله ونفوذ عائلته في الهند. حيث تقوم أسرة آل ابراهيم ممثلة بالشيخ عبد العزيز بن علي آل إبراهيم بشراء الأسلحة وشحنها إلى قطر فيقوم جاسم آل ثاني بإرسالها إلى حائل دون تأخير، واشترى يوسف ألف جمل لنقل قوات إمارة حائل إلى جانب تقديمه دعم مادي وصل إلى 10,000 ليرة عثمانية. وبعد أن حشد الجيوش أرسل عبد العزيز بن رشيد ويوسف آل إبراهيم إلى حليفهم جاسم آل ثاني شيخ قطر ليقوم بما عليه من التزامات، فأكد الشيخ جاسم استمرار تحالفه وفتح أسواقه لكل ما يحتاجونه. ثم أرسل ابن رشيد إليه كتابًا بتاريخ 20 يناير 1900م يطلب منه الانضمام إليه في قتال الشيخ مبارك، ولكن الكتاب وقع بيد مبارك، فأرسله مع الرسل الذين قبض عليهم إلى ابنه جابر في الكويت ليحبسوا هناك.

## خط سير حملتي مبارك وابن رشيد
بعد ان رأى ابن صباح أن ابن رشيد رجع قافلا إلى بلاده طمع في توجيه ضربة موجعة له، فأرسل إلى السعدون لينضم إليه، وتقدم بجيشه من الكويت واتجه جنوب شرق بمحاذاة الساحل حتى وصل إلى «سهل السوداء» الذي يبعد عن الكويت 50 ميلاً للتزود بالمؤونة. ثم وصل النقرة أو النقيرة حيث انضمت إليه بادية بني خالد، ثم اتجه مبارك غربًا فعبر بجيشه صحراء الدهناء والصمان حيث خيم في «خبراء الفغم» يوم 23 شوال 1318هـ/12 فبراير 1901م. وانتظر وصول جيش ابن رشيد ليشتبك معه حسب الخطة المرسومة، ولكن ابن رشيد لم يصل، فظن مبارك أنه يتحاشى الاصطدام معه فعزم على التوغل في نجد ومطاردته، فاستأذنه رؤوساء البادية ليبقوا دوابهم وماشيتهم في الخبراء لعدم قدرتهم على مصاحبة الجيش، فأذن لهم مبارك، فتخلف ما يقرب من نصف مقاتلي البادية عن الحملة. ومن أسباب الأذن لهم هو اغترار مبارك بكثرة جيشه من الحاضرة والبادية. اما المؤرخ ابن ناصر فيقول أن ابن صباح سار بجميع البادية من النقيرة ونزل «الشوكي» في العرمة، ومن الشوكي خرج عبد العزيز بن عبد الرحمن بقوة صغيرة من الحملة متوجهًا لاسترداد الرياض، في حين تحرك مبارك بجيشه فمر بالمجمعة التي رفض أميرها الاستسلام، فتركها متجها إلى بريدة. واستقبل هناك أمراء قبائل القصيم حيث سلموا له بعدم معارضته ووعدوه بالمساعدة، ثم انضم إليه الأمير عبدالرحمن بن فيصل وجماعته (وقيل أن عبد الرحمن كان بصحبته منذ البداية)، وخلال تلك المدة تزوج الشيخ مبارك من ابنة سلطان الدويش، كما انضم إليه الشيخ سعدون السعدون شيخ المنتفق يوم 17 فبراير وقيل 8 مارس. ثم خرج مبارك من بريدة فوصل الأسياح شمال بريدة، ومنها أرسل السرايا بقيادة السليم والمهنا إلى عنيزة، فدخلوها بدون مقاومة يوم 13 ذي القعدة 1318هـ/4 مارس 1901، ودخل عبد العزيز بن سعود العارض يوم 15 ذي القعدة/6 مارس فاستقبله أهلها. وقد أسند مبارك الأمر في عنيزة إلى ابن زامل آل سليم، أما بريدة فأسند الرئاسة فيها إلى ناصر ابن الأمير حسن أبا الخيل. ويرى مجموعة من الباحثين ان الشيخ مبارك انطلق من حفر الباطن مخترقًا الصمان ثم الدهناء حتى وصل شعيب الشوكي، وقد استغرقت الحملة من الكويت إلى قرب بريدة ثلاثة اشهر، فكان خط سير الحملة كالتالي: التحرك من الجهرة -التوقف جنوب الكويت بمحاذاة الساحل بالقرب من السوداء- الوصول إلى النقرة وانضمام بادية بني خالد- اختراق الحملة للصمان - التخييم في خبرة الفغم (خبرة الدويش) -الإذن للكثير من البوادي بالبقاء في الخبرة- دخول الحملة  العرمة وتخييمها في روضة التنهات على أطراف شعيب الشوكي- ومن الشوكي الأمير عبد العزيز بن سعود يتوجه إلى الرياض- تحرك الجيش من التنهات إلى منطقة سدير- ورفض أمير المجمعة الانضمام للحملة -عبور الحملة الزلفي وتوجهها نحو بريدة-إقامة المعسكر بالقرب من بريدة في  جنوب شرق بريدة-انتقال المعسكر إلى خب العكرش شمال شرق بريدة- المسير إلى قرية الطرفية وتجاوزهاإلى الشمال بقليل وإقامة المعسكر الأخير في قويرة الحاكم.
وخلال تلك الفترة كتب من بريدة محمد بن عبد الله البسام إلى الأمير عبد العزيز آل رشيد يحذره ويخبره بما جرى، حيث لم يكن يعلم بالأمر أو أنه علم توًا بالحملة من أسير ابن طوالة إليه. ولما وقف الأمير على هذا الخبر أمر في الحال بجمع الجيوش وتحشيد القبائل، وضرب لهم موعدًا في «عين بن فهيد». فاجتمعت في «عين بن فهيد» قبائل شمر، وتحشدت إليه الأعراب من كل صوب، وبعد ثلاثة أيام قاد ابن رشيد تلك الجيوش إلى الطرفية.

## المكان
وتقع الصريف في مكان بالقرب من بلدة الطرفية إحدى ضواحي مدينة بريدة في منطقة القصيم، وقد حدد الباحثون وصف مكان المعركة كالتالي:
- مخيم ابن رشيد كان في وادي أبو مساجد في الجهة الشمالية من الصريف.
- مخيم ابن صباح في قويرة الحاكم في الجهة الشرقية من الصريف.
- ابتدأت المعركة من مخيم ابن صباح وبدأ جيشه بالتراجع حتى وصل الصريف، وفيه انهزم جيش ابن صباح وتشتت.

## الزمان
من المقارنة بين كتابات المؤرخين وشهادات الشهود توصل الباحث خالد بن سليمان الخويطر في كتاب (كون الصريف: دراسة تاريخية شاملة لوقائع معركة الصريف) إلى أن المعركة "وقعت يوم الأحد 26 ذي القعدة 1318هـ الموافق 17 مارس 1901م. وذكر أن المصادر تجمع على أن القتال توقف مع غروب الشمس، "أي أن القتال قد استمر أكثر من خمس ساعات متواصلة، حيث بدأ قبل الساعة الواحدة ظهراً تقريباً، وامتد إلى الساعة السادسة مساءً تقريباً.

## المعركة
في صباح يوم 17 مارس 1901، قام ابن رشيد بأداء رقصة العرضة الحربية، وقام كل واحد منهم بتوديع صاحبه وأخيه حيث لا يعلم أحد إن كان سيرجع أم لا، وكان ابن رشيد يود أن يؤخر الحرب ليوم آخر، وقام بإرسال مجموعة من الخيالة عدتهم الرماح من أبناء حمود العبيد الرشيد والطلال، وهجموا على جيش مبارك الصباح، فقابلهم جيش ابن صباح بإطلاق الأعيرة النارية من البنادق وانكسروا، فلما رجعوا إلى ابن رشيد قال لهم: وأنا أخو صلفة اكسروكم. فردوا عليه: يا طويل العمر لم نجد خيالة رماح لقينا أهل بنادق بواردية. فقال ابن رشيد: يا الله زملوا وحطوا ردايف وسوقوا المسيوق.
وفي ذلك الوقت وصل مئة وخمسون فارس من قبيلة شمر والتحقوا بجيش ابن رشيد وطلبوا الإذن بالقتال فقال لهم بعض رؤساء جيوشه اصبروا علينا حتى نشرب القهوة ونهجم جميعا فإما لنا وإما علينا. فلما سمع ابن رشيد هذا القول وعلم المسبب لتأخير القوم عن الهجوم هو شرب القهوة أمر أن تقلب أواني القهوة ويراق ما فيها على الأرض وقال لهم: من يريد أن يشرب القهوة فهذه قهوة عدوه قريبة منه. عندئذ هبّت القبائل وعزمت على القتال فمنعهم ابن عبد العزيز الرشيد من ذلك وأمرهم ألا يكون ذلك إلا بعد تقديم المسيوق، فأحضرت المسيوق هناك طلب عبد العزيز الرشيد أن يتقدمها بعض الفرسان فتطوع سالم ومنها ولدا حمود العبد الرشيد وعبد الله السبهان العلي ورئيس عشيرة قحطان. وأبى عبد العزيز الرشيد أن يتقدم عليه أحد وقال: لا يتقدم إلا أنا فإما أن أقتل أو انتصر فإن قتلت فإني فداء لكم (يعني شمر ومن معها). فاستل سيفه ووضعه على كتفه ثم لبس رداءً أحمرًا واعتم بعمامة حمراء حتى يتميز في القتال ونشر ذوابتيه على كتفه ثم اتجه إلى فهد الشعلان ومن معه من مشايخ الرولة وقال لهم: أرجوكم عدم خوض المعركة لأنكم ضيوف لدينا ونحن نكفيكم ذلك فإن دارت الدائرة علينا فإنكم أولى بمالنا وحلالنا. فعندما سمعوا هذا الكلام أخذتهم النخوة فقام الشيخ فهد الشعلان وحث جماعته على الاشتراك في القتال ومساعدة عبد العزيز الرشيد.
وفي تلك الأثناء وفي جيش مبارك الصباح، وعندما أصدر مبارك الصباح أمره بالهجوم، قام حمود الصباح أخ مبارك وأخذ يتكلم وقال: يا عيال يا عيال يا عيال حمروا العيون ساعة منقضية أنتم في ديرة ابن رشيد والله لن يترك أحدا منكم حيا إذا انكسرتم، يا عيال يالطيبين تكفون. فقام البلاجي وقال: إياكم أن تركضوا وتسرعوا في المشي وتندفعوا بغير هدى تمهلوا وامشوا على هونكم. أي أثناء الهجوم، ولكن القوم لم يسمعوا الوصية، ولما بدت طلائع خيل ابن رشيد استبشروا بها لأنهم يعتقدون أن النصر لا محالة لهم لكثرتهم فأخذوا يركضون لملاقاة العدو بلا نظام ولا تدبير.
عندما ظهرت مسيوق ابن رشيد أمام جيش ابن صباح، بادرهم الجيش بإطلاق النار على المسيوق، حيث كان مبارك الصباح قد أوصاهم ببدء الحرب من ظهور المسيوق، حتى تلاحم الجيشين وتدانا بعضهم ببعض، وبرز فعل تركي بن محيا وجماعته الذي لم ينساه ابن رشيد بعد الصريف وكانت بوادر الهجوم تشير إلى انتصار جيش مبارك الصباح، وكان جيش مبارك الصباح قد وصل إلى معسكر ابن رشيد وتمت هزيمة خيالة جيش ابن رشيد عدة مرات وكانت بوادر النصر لجيش مبارك الصباح واضحة، وحول ابن رشيد هجومه من الوسط إلى الأطراف والتي سرعان ما انهزمت وتركت مواقعها، وقد كانت الرياح ضد جيش ابن صباح وأثارت الرياح الزوابع والعواصف الرملية، وأخذت القبائل المشتركة في جيش مبارك الصباح بالانسحاب. وقد قتل حامل بيرق جيش مبارك الصباح عبد الله المزين، وحمله بعده ابنه إبراهيم المزين الذي جرح، فقام بغرز البيرق في الأرض، وفي تلك الأثناء سمع صراخ رجل يقول: الكسيرة الكسيرة، وقد صمد أهل الكويت الحضر في المعركة لخمس ساعات متواصلة بعد أن سرت الهزيمة في صفوف جيش مبارك الصباح، أما مبارك الصباح فقد اضطر إلى ترك مخيمه معه سلطان الدويش ولحق به سعدون باشا وبنوه عقاب وهزاع بن عقاب، وفي تلك الأثناء ثبت حمود الصباح في أرض المعركة، وصاح قائلا: رد يا سالم النشامى النشامى، ولا أحد يجيبه فقد انكسر الجميع.

## حال جيش مبارك الصباح بعد المعركة
بعد أن انتهت المعركة، هطلت الأمطار بشكل غزير، وكان جيش ابن رشيد يلاحق فلول جيش مبارك الصباح، ومنهم من وصل إلى بريدة وتم تحذيرهم من أن جيش ابن رشيد يأخذ الكويتيون كأسرى، وقام بعد الناس بإرسالهم إلى عنيزة، وقد كانت الأمطار في ليلة المعركة وسيلة لنجاة بعض الكويتيين، وقام بعض أهالي عنيزة بإيوائهم ودلهم على الطريق ، وقد كان ابن رشيد قد أمر بقتل كل من يؤوي كويتيين معه.
وكان عدد المشاركين في المعركة من أهل الكويت 1200 مقاتل، لم يرجع منهم إلا 150 مقاتل، وعدد الذين قتلوا من جيش مبارك الصباح يتراوح ما بين 2000 إلى 3000 مقاتل، ومن بين القتلى حمود الصباح أخ مبارك وابنه صباح بن حمود الصباح وخليفة بن عبد الله الصباح وعبد الله السعدون شقيق سعدون باشا، والقتلى من جانب ابن رشيد كانوا حوالي 400 مقاتل، منهم طلال أخ ابن رشيد واثنان من أبناء عمومته سالم ومهنا ابني حمود وبعض أخواله.
وكان مبارك الصباح عندما شعر بالهزيمة واقعة لا محالة غادر أرض المعركة برفقته سلطان بن فيصل الدويش، وقد ذهب إلى الصمان عند قبيلة مطير، ولما وصل مبارك الصباح إلى الكويت لم يكن معه إلا اثنين من خدامه  وكان ذلك في يوم 31 مارس 1901 وكان يصادف أول يوم لعيد الأضحى، وكانت الأخبار قد سبقته بهزيمة جيشه وسقوط أعداد كبيرة من القتلى من أبناء الكويت، وقد سبقه أحد أتباعه وهو قرينيس بن كعمي، وروى لأهل الكويت ما جرى لجيش الكويت.
أوضحت نتائج المعركة لسعدون باشا بن منصور مدى قوة إمارة حائل وضعف التكتلات المناهضة لها، لذلك سعى الطرفان إلى المهادنة بينهما وبما لا يؤثر على حقائق القوة التي يمتلكها كليهما كل في اقليمه ومنطقة نفوذه.

## الملاحظات
1. ↑  الشوكي أحد أودية العرمة الشمالية في منطقة الصمان شرقي الدهناء وينحدر من قمتها مشرقًا ويصب في روضة التنهات.[63]